# Медовка жовтокрила
Медовка жовтокрила (Phylidonyris novaehollandiae) — вид горобцеподібних птахів родини медолюбових (Meliphagidae). Ендемік Австралії.

## Опис

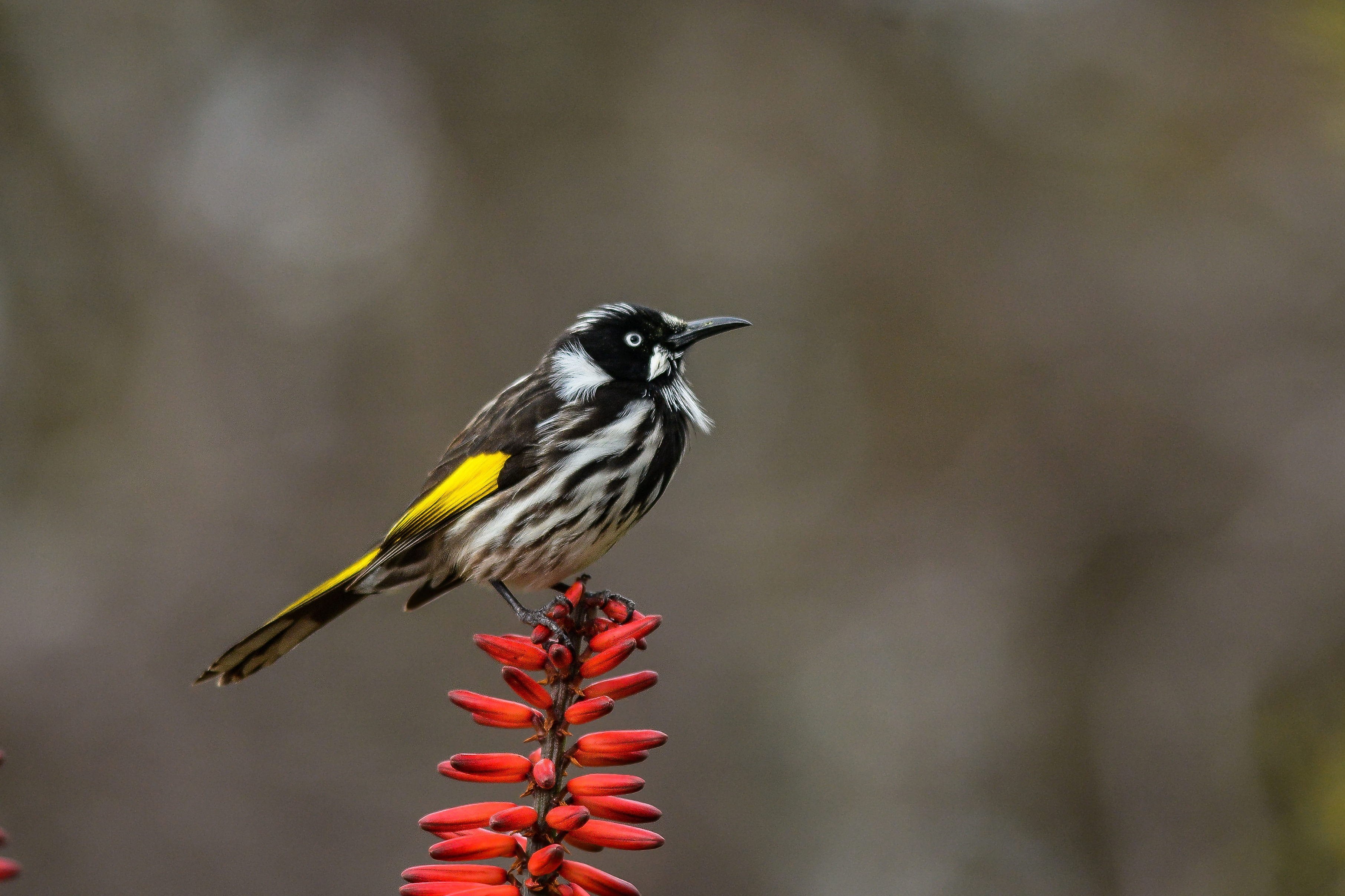
Phylidonyris novaehollandiae, штат Вікторія, Австралія

Довжина тіла 16—20 см. Маса тіла номінативного підвиду становить 10—25 г у самця і 10—23 г у самиці, а у P. n longirostris — 13—23 г у самця і 10,5—20 г у самиці. Статевий диморфізм в оперенні відсутній. Загалом оперення чорно-біле. Виділяється жовта пляма на крилі та жовті боки хвоста. Є біла пляма біля вуха і білий вус біля основи дзьоба. Райдужка біла, у молодих птахів сіра.

## Поведінка

### Харчування

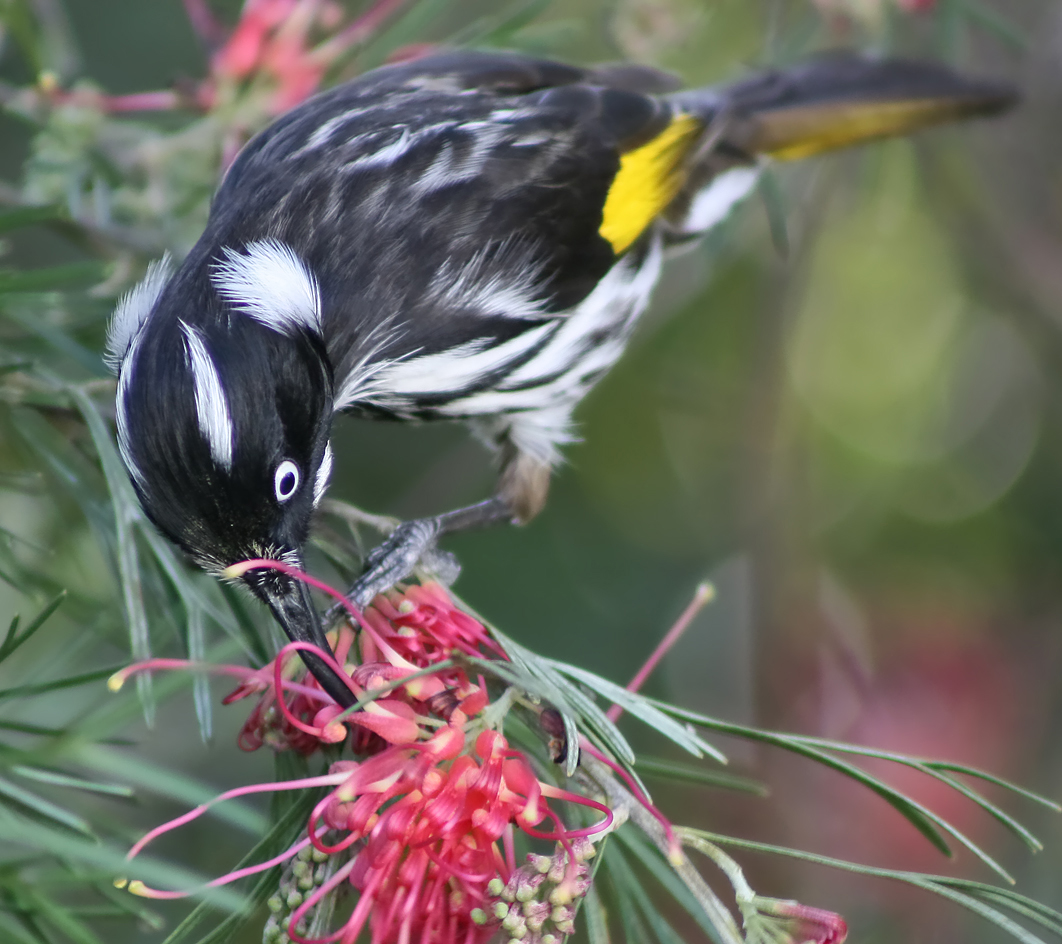
Харчується нектаром гревілеї

Більшу частину своїх потреб у вуглеводах птах отримує з нектару квітів. Отже, ці птахи є важливими запилювачами багатьох видів квіткових рослин, багато з яких є ендемічними для Австралії, як-от Banksia, Hakea, Xanthorrhoea та Acacia. Вони також можуть споживати медову росу, який виробляють представники родини Psyllidae. Попри те, що харчуються переважно нектаром, вони не є суто нектароїдними. Нектар не містить білка, тому вони повинні доповнювати свій раціон безхребетними, такими як павуки та цвіркуни, які багаті білком. Іноді вони харчуються поодинці, але зазвичай збираються великими групами.

### Розмноження
Репродуктивна поведінка була відносно добре задокументована. У південній та східній Австралії розмноження зазвичай відбувається восени та навесні, хоча деякі прибережні популяції розмножуються в будь-яку пору року за відповідних умов, включаючи їжу та відсутність несприятливих погодних умов. У Західній Австралії спостерігали, як вони розмножуються раз на рік, з липня по листопад, коли нектару багато. Здається, вони є соціально моногамними птахами, і немає доказів кооперативного розведення, але це спостереження ще не досліджено генетично. На території розмноження самці витрачають більшу частину свого часу на захист гнізда та кормових ресурсів, тоді як самиці витрачають більшу частину свого часу на репродуктивну роботу, включаючи будівництво гнізда, інкубацію та більшу частину догляду за пташенятами. Однак ці ролі не зовсім суворі. Крім того, самки зазвичай використовують харчові ресурси, знайдені поблизу гнізда, тоді як самці відходять далі, на околиці території.

## Поширення
Вид поширений у південних регіонах Австралії та у Тасманії. Живе у лісах, парках і садах.

## Підвиди
Існує 5 підвидів:
- P. n. novaehollandiae (Latham, 1790) — південно-східний Квінсленд до південно-східної Південної Австралії;
- P. n. caudatus Salomonsen, 1966 — острови Бассової протоки;
- P. n. canescens (Latham, 1790) — Тасманія;
- P. n. campbelli (Mathews, 1923) — острів Кенгуру;
- P. n. longirostris (Gould, 1846) — південь Західної Австралії.